# 郑新聪
郑新聪（1963年11月—），男，汉族，福建仙游人，中华人民共和国政治人物。1982年8月参加工作，1986年12月加入中国共产党。毕业于中共福建省委党校行政管理专业，高级工程师。现任中共二十届中央委员，中共中央港澳工作办公室（国务院港澳事务办公室）副主任，澳门中联办主任、澳门特别行政区维护国家安全委员会国家安全事务顾问。

## 经历
郑新聪历任大田县委副书记、副县长，三明市经贸委主任、党组书记，三明市政府秘书长，福建省经贸委副主任、党组成员兼任福建省船舶工业集团公司总经理、党委书记，福建省人民政府副秘书长、办公厅党组成员，中共泉州市委常委、副市长等职务。
2012年1月，任中共宁德市委副书记、市长。2013年2月，任中共泉州市委副书记，提名为市长候选人，当选泉州市长。2015年7月，任中共泉州市委书记。2017年1月，兼任泉州市人大常委会主任。
2018年1月31日，郑新聪当选福建省人民政府副省长。3月28日，不再担任泉州市委书记、常委、委员职务。2019年5月，任中共福建省委常委、秘书长，省直机关工委书记，省委改革办主任。2021年4月1日，任命郑新聪为中共福建省委常委，福建省人民政府副省长、党组副书记。同年7月，擔任澳門中聯辦副主任。2022年3月21日，兼任澳門國安委國家安全技術顧問。
2022年5月30日，升任澳门中联办主任、澳门特别行政区维护国家安全委员会国家安全事务顾问。
2023年7月11日，担任中共中央港澳工作办公室副主任、国务院港澳事务办公室副主任。